# غافين كريستوفر
غافين كريستوفر (بالإنجليزية: Gavin Christopher)‏ هو منتج أسطوانات وملحن وكاتب أغاني أمريكي، ولد في 3 مايو 1956، وتوفي في 3 مارس 2016.

## وصلات خارجية
- غافين كريستوفر على موقع IMDb (الإنجليزية)
- غافين كريستوفر على موقع ميوزك برينز (الإنجليزية)
- غافين كريستوفر على موقع ديسكوغز (الإنجليزية)